# Johar Baru (plaats)
Johar Baru  is een plaats (wijk) - (kelurahan) in het bestuurlijke gebied Johar Baru, Jakarta Pusat (Centraal-Jakarta) in de provincie Jakarta, Indonesië.  De plaats telt 38.003 inwoners (volkstelling 2010).